# Сморжанюк Валерій Петрович
Валерій Петрович Сморжанюк — полковник Збройних Сил України.
Станом на 2010 рік підполковник Сморжанюк — старший інспектор — штурман відділу навігації та планування бойового застосування штурманського управління авіації Командування Повітряних Сил Збройних Сил України.

## Нагороди
- орден Богдана Хмельницького III ст. (31 жовтня 2014) — за особисту мужність і героїзм, виявлені у захисті державного суверенітету та територіальної цілісності України, вірність військовій присязі[1].
- Орден Данила Галицького (18 травня 2022) — за особисту мужність і самовіддані дії, виявлені у захисті державного суверенітету та територіальної цілісності України, вірність військовій присязі[2].
- «Про відзначення трудівників області Почесною грамотою та Подякою облдержадміністрації та обласної Ради, розпорядження Вінницької обласної державної адмімністрації № 613 від 24 грудня 2010 року».